# 仇成
仇 成（きゅう せい、泰定元年（1324年） - 洪武21年7月8日（1388年8月10日））は、元末明初の軍人。本貫は和州含山県。朱元璋に仕えて、明建国の功臣となった。

## 生涯
| 姓名         | 仇成                                                                 |
| 時代         | 元代 - 明代                                                          |
| 生没年       | 1324年（泰定元年） - 1388年（洪武21年）                              |
| 字・別名     | -                                                                    |
| 本貫・出身地 | 和州含山県                                                           |
| 職官         | 秦淮翼副元帥（明） 横海指揮同知 僉大都督府事 永平衛指揮使 征南副将軍 |
| 爵位         | 安慶侯（明）→皖国公                                                  |
| 諡号         | 荘襄                                                                 |
| 陣営・所属   | 朱元璋                                                               |
| 家族・一族   | 子 : 仇正                                                            |

朱元璋の軍に従軍して万戸となった。数々の戦いの功で秦淮翼副元帥となった。
至正21年（1361年）8月、安慶を攻めたが、敵は守りを固めて戦おうとはしなかった。廖永忠・張志雄が水寨を破り、仇成はこの動きに乗じ、陸路から攻撃をかけて、安慶を攻略した。仇成は横海指揮同知として、安慶の守りについた。左君弼が廬州に拠り、朱元璋の武将の羅友賢が池州で叛き、無為州知州の董曾を捕らえ、これを殺害した。安慶は敵に囲まれた状況であったが、仇成は軍民を集め、守りを厳重に固めた。陳友諒軍は安慶より東に進もうとしなかった。
至正23年（1363年）7月、鄱陽湖の戦いに参加し、敵軍を涇江口で殲滅し、第一等の功績を上げた。
至正26年（1366年）11月、平江を囲み、仇成は城の西南に配置された。張士誠軍を城の西南で破った。
洪武3年（1370年）、僉大都督府事となり、遼東の守りについた。呉禎は水軍数万を率いて、登州から継続的に軍糧を輸送した。功績がなかったため、永平衛指揮使に降格された。後に復官を果たした。
洪武12年（1379年）1月、沐英・藍玉らと洮州18族の反乱討伐に功を上げた。11月、朱元璋は仇成の今までの功績を思い出し、安慶侯に封じ、歳禄2千石を賜った。
洪武20年（1387年）5月、征南副将軍として容美峒の蛮族を討った。雲南討伐に参加し、多くの功績を上げて、世券を与えられ、5百石を加えられた。
洪武21年（1388年）7月、病にかかり、亡くなった。皖国公の爵位を贈られ、荘襄と諡された。